# Ванеса Шокчић
Ванеса Шокчић (Београд, 6. новембар 1970) је српска фолк певачица.Имала је посебно успешну каријеру у периоду деведестих
Била је позната по надимку "Плави хаос".
Снимила је осам студијских албума. Учествовала је у ријалити програму Двор и у шоу Плес са звездама, у току програма донирала је 1000 евра Институту за радиологију и неонатологију.

## Дискографија
Албуми
- Ванеса (уз групу Кабаре) (1985) Дискос
- Ванеса Шокчић/Волим твоја ока два (1991) ПГП РТБ
- Нису моје очи криве (1993) ПГП РТБ
- Плави хаос (1995) Чаплин
- Плаво плаво (1996) Зам
- Минут по минут (1997) Зам
- Нови миленијум (2000) Зам, Зам плус
- Моја ствар (2004) Голд мјузик

Синглови
- Четири стране света
- Опа нина нина
- Ах, леле леле
- Чудан човек беше Веран[8]
- Плави хаос са Марином Живковић и Рајком Хоризонтом[9]
- Ко би нормалан - дует са Луис